# Stade municipal de Szczecin
Pour les articles homonymes, voir Stade municipal.
 (avril 2025).
Le stade municipal de Szczecin ou stade municipal Florian Krygier (Stadion Miejski w Szczecinie ou Stadion Miejski im. Floriana Krygiera en polonais) est un stade polonais de football situé à Szczecin, en Pologne.
En 2019, la reconstruction complète du stade au même endroit a débuté et s'achèvera en septembre 2022. La capacité de la nouvelle enceinte atteindra 21 163 places homologuées UEFA catégorie 3.
Le complexe comprend aussi le nouveau siège du club, un stade pour l'équipe réserve et trois autres terrains d'entraînement dont un terrain disposant d'un dôme amovible pour l'hiver.

## Galerie

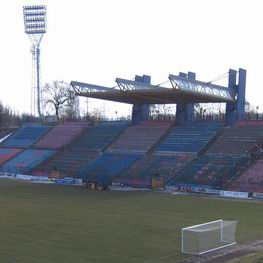
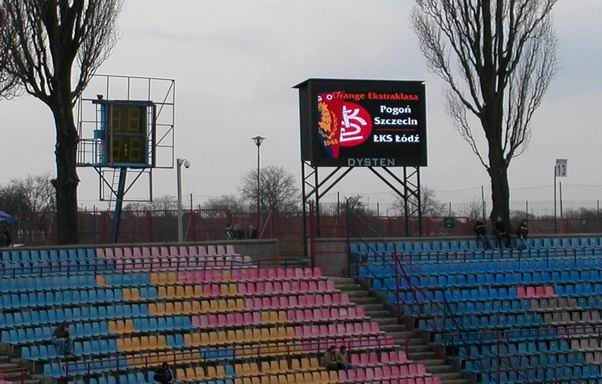
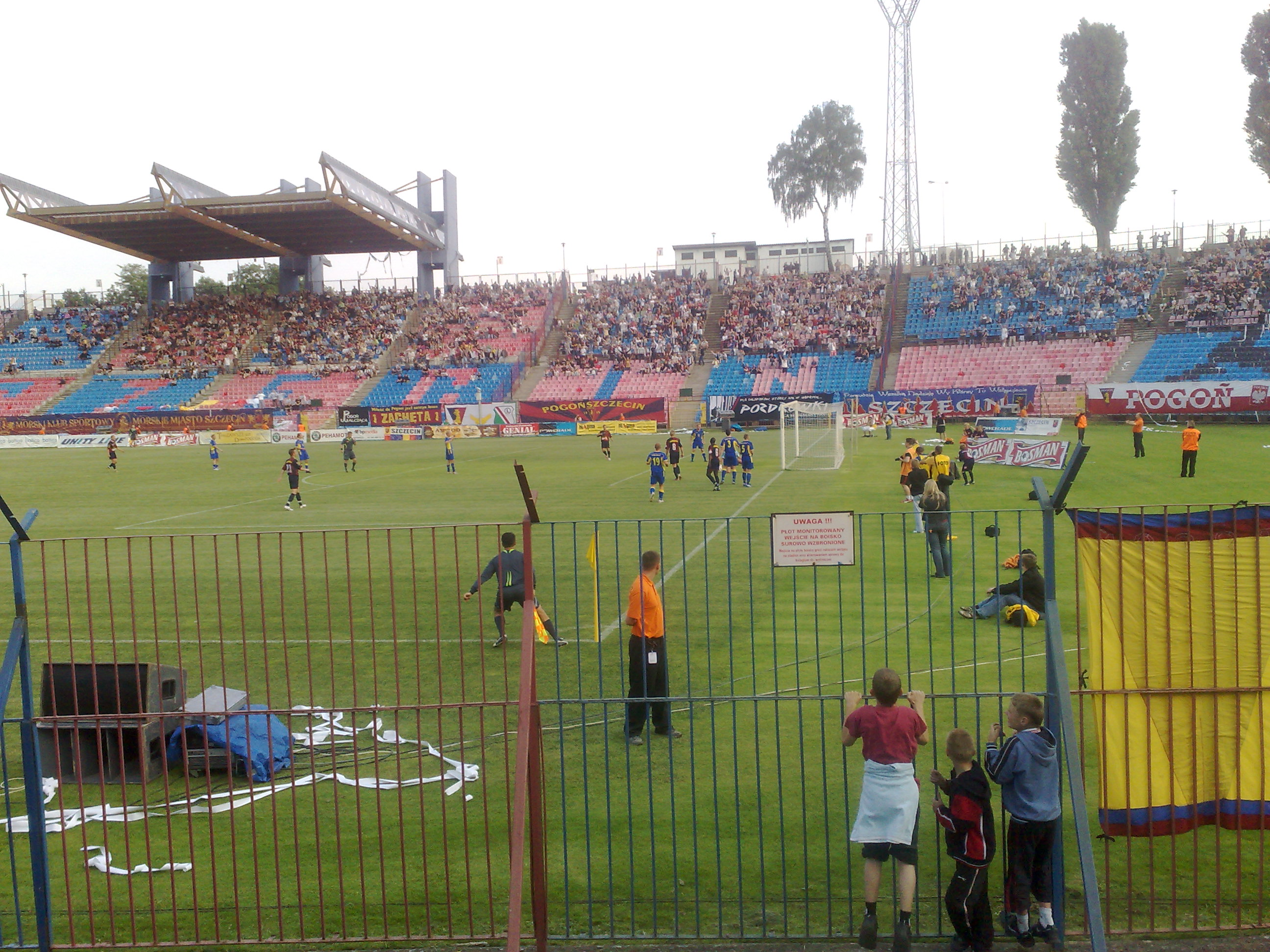
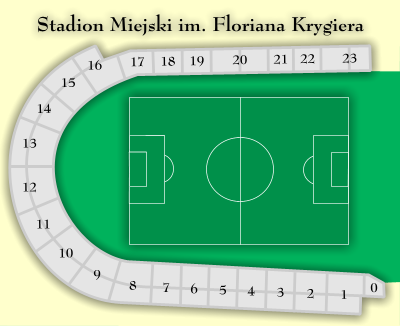